# 山村正俊
山村 正俊（やまむら まさとし）は、関西大学システム理工学部物理・応用物理学科の前身である教養物理学教室の教授で原子核物理学分野の研究者。
関西大学名誉教授。
原子核の基本的構成粒子をなす陽子と中性子の量子的集団運動の微視的理論
を主に研究した

。

## 略歴
1965年京都大学で理学博士の学位取得後、京都大学理学部助手を経て、1968年より独ハーン･マイトナー研究所へ留学。1972年より京都大学理学部助教授、1978年から招聘教授としてフランクフルト大学へ留学、1982年より関西大学工学部教授を務める。
関西大学システム理工学部 物理・応用物理学科が発足するまでの間、教養物理学教室にて工学部の物理教育を支えた。この間、1987年にはベルギーのルーヴェン・カトリック大学、1999年には独ミュンヘン工科大学へ関西大学から派遣され在外研究を行った。
1974年7月1日 - 1991年6月30日 学術誌『Progress of Theoretical Physics』編集員。
1987年4月1日 - 2007年3月31日 教養物理学教室 教授。
2015年 瑞宝中綬章受章。

## 著書
- 徳岡善助、冨田博之、山村正俊、栗山惇、小堀至、塩尻詢 著、徳岡善助 編『物理学概論』学術図書出版社。
  -  上、1988年4月。ISBN 9784873610214。
  -  下、1988年12月。ISBN 9784873610221。

## 論文
- 栗山惇、山村正俊、J. da Providencia、C. Fiolhais「時間依存のハートレー・フォック理論による混合状態の記述」『物性研究』第55巻第4号、462-471頁、hdl:2433/94382。